# Rondó per a piano i orquestra (Beethoven)
El Rondó per a piano i orquestra, en si bemoll major, WoO 6, és una obra de Ludwig van Beethoven composta cap al 1793, any en què també fou estrenada. Es va publicar finalment el 1829, amb la part solista completada per Carl Czerny. Consta d'un sol moviment indicat com a Rondó: Allegro - Andante - Tempo I - Presto.
Havia de ser el moviment final del Concert per a piano núm. 2, però es va descartar i no es va publicar, completat per Carl Czerny, fins dos anys després que Beethoven morís, el 1829. Comença animat, el ritme s'alenteix a la part central i acaba alegre.